# Род целой функции

## Определение
Пусть последовательность нулей {\displaystyle \{a_{n}\}} целой функции {\displaystyle f} такова, что ряд {\displaystyle \sum _{1}^{\infty }\left({\frac {z}{a_{n}}}\right)^{p_{n}+1}} сходится при {\displaystyle p_{n}=\rho }, где {\displaystyle \rho } — некоторое неотрицательное целое число (без ограничения общности будем считать, что это число — наименьшее из обладающих таким свойством). Тогда бесконечное произведение из формулировки теоремы Вейерштрасса приобретает вид:
{\displaystyle f(z)=z^{\lambda }e^{h(z)}\prod _{1}^{\infty }\left(1-{\frac {z}{a_{n}}}\right)\exp \left({\frac {z}{a_{n}}}+{\frac {1}{2}}\left({\frac {z}{a_{n}}}\right)^{2}+\dots +{\frac {1}{\rho }}\left({\frac {z}{a_{n}}}\right)^{\rho }\right).}
Если {\displaystyle h(z)} — многочлен степени {\displaystyle \rho _{1}}, то {\displaystyle f} называется целой функцией конечного рода, а число {\displaystyle \max(\rho ;\rho _{1})} называется родом целой функции. Если {\displaystyle h} — не многочлен, либо ряд не сходится ни при каких условиях, тогда {\displaystyle f} — целая функция бесконечного рода.

## Теорема Пуанкаре о скорости роста целой функции
Важность такой характеристики, как род, состоит в том, что с её помощью можно оценить скорость роста целой функции. А именно, рассмотрим величину {\displaystyle M(r)=\max _{|z|=r}|f(z)|}. Утверждение теоремы Пуанкаре состоит в том, что скорость роста этой функции связана с её родом. А именно, для целой функции {\displaystyle f} рода {\displaystyle \rho } и произвольного {\displaystyle \alpha >0} существует такое {\displaystyle r_{0}}, что при {\displaystyle r>r_{0}} выполняется неравенство {\displaystyle M(r)<e^{\alpha r^{\rho +1}}}.